# 楼陀罗

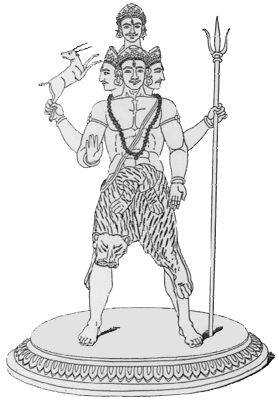
楼陀罗

樓陀羅（梵文：रुद्र），又譯為魯特羅、魯達羅，印度神話中司風暴、狩獵、死亡和自然界之神。他還擁有三目（Tryambaka）、獸主（Paśupati）、射手（Śarva）、大天（摩訶提婆，Mahādeva）、荒神（Ugradeva）、十一面神（Ekadaśa-Rudra）等稱號
在《梨俱吠陀》裡，樓陀羅被稱為最強大的力量。樓陀羅可能是颶風、暴風雨或可怕的咆哮聲。
他的外型是褐色皮膚，著金色裝飾，有髮辮，手持弓箭，被視為破壞神濕婆的早期型態或別稱。他在暴怒時會濫傷人畜；他又擅長以草藥來給人治病。其名意為「狂吼」或「咆哮」（可能是颶風或暴風雨）。
樓陀羅为吠陀时代婆罗门教信奉的月亮神系诸神之一，在吠陀时代后期，楼陀罗转换為湿婆，升格并取代月亮神系的神祇伐楼拿，成为主神之一。

## 里格維迪奇讚美詩
Rigvedic

### 宇宙統治者
Yajurveda 16.18的一句經文稱Rudra為宇宙之王：
जगताम् पतये नमः ।
jagatăm pataye namah ！
向宇宙之主致敬。
另一節經文（Yajurveda 16.46）將樓陀羅放在眾神的心內，表明他是眾神的內在自我，甚至是眾神。
देवानां हृदयभ्यो नमो ।
devănăm hridayebhyo namo ！
向在眾神心中的他致意。
Rig Veda (7.59.12)與Yajur Veda (3.60)認爲崇拜樓陀羅可以獲得moksha（解脱）:
त्र्यम्बकं यजामहे सुगंधिं पुष्टिवर्धनम् उर्वारूकमिव बन्धनान् मृत्योर्मुक्षीय मा अमृतात।
tryambakaṃ yajāmahe sugandhiṃ puṣṭivardhanam 我們以繁榮豐盛之妙香向三目神獻祭，
urvārukamiva bandhanān mṛtyormukṣīya mā'mṛtāt 讓我如藤上之瓜脫離死亡、獲取永生。

## 樓陀羅與濕婆
現存的印度教最古老的文字是吠陀 Rig Veda，根據語言和語言學證據，其日期可追溯至公元前1700年至前1100年。Rig Veda中提到了名為Rudra的神。在RV 2.33中，他被描述為風暴之父，代表一群暴風雨之神。
里格維達的讚美詩10.92指出，樓陀羅（Rudra）有兩種天性，一種是野蠻的（樓陀羅），另一種是善良而寧靜的（濕婆神）。吠陀的經文中沒有提到公牛或任何動物作為Rudra或其他神祇的坐騎（vahana）。但是，諸如摩訶婆羅多和蒲拉那（Puranas）等後吠陀經文指出，公牛是魯德拉和濕婆神的坐騎，將他們聯繫在一起。